# 李煜
李煜（937年8月15日—978年8月15日），史稱李後主，為南唐的第3任和最後一任君主，南京人。原名從嘉，後改名煜，字重光，號鍾山隐士、钟峰隐者、白蓮居士、蓮峰居士等。李煜在南唐滅亡後被北宋俘虏，但是卻成為了中國歷史上首屈一指的詞人，後人譽為“千古詞帝”，作品千古流名。

## 生平
李煜“为人仁孝，善属文，工书画，而廣顙丰额骈齿，一目重瞳子”，是南唐元宗（中主）李璟的第六子。由于李璟的第二子到第五子均早死，故李煜长兄李弘冀为皇太子时，其为事实上的第二子。李弘冀“为人猜忌严刻”，时为安定公的李煜因而惶恐，不敢参与政事，每天只醉心研究典籍，以读书为乐。
959年李弘冀在毒死李景遂后不久亦死。李璟欲立李煜为太子，钟谟说“从嘉德轻志懦，又酷信释氏，非人主才。从善果敢凝重，宜为嗣。”李璟怒，将钟谟贬为国子监司，流放到饶州。封李煜为吴王、尚书令、知政事，令其住在东宫，就近學習處理政事。
宋建隆二年（961年），南唐元宗迁都南昌并立李煜为太子、監國，令其留在金陵。同年6月，元宗駕崩，李煜在金陵登基即位为唐国主。李煜“性骄侈，好声色，又喜浮图，为高谈，不恤政事。”笃信佛教，“酷好浮屠，崇塔庙，度僧尼不可胜算。罢朝，辄造佛屋，易服膜拜，颇废政事。”
971年宋军灭南漢后，李煜为了表示他不敢对抗宋朝，去“唐”国号，改称为江南国主，去鸱吻，下詔降诸王为公爵。
973年，宋太祖令李煜至汴京，李煜托病不往。974年，宋太祖遂派曹彬领军攻南唐。十二月，李煜因此弃用北宋年号，改用干支纪年。吴越王钱俶奉命出兵助宋，李煜写信劝他与自己合作，说今日没有江南，明日就没有吴越，宋朝兼并吴越后钱俶也只是宋朝都城汴梁的一介布衣。钱俶却把信交给宋朝。在宋灭南唐之战中，南唐屡败于宋朝和吴越联军。
975年12月，曹彬攻克金陵，南唐灭亡。李煜在位十五年，後世称李后主或南唐后主。
李煜被俘后，在汴京被封为违命侯、右千牛衛上將軍。
976年，宋太祖逝世，弟赵光义继位为宋太宗，改封隴西郡公。嘗與金陵舊宮人書寫：「此中日夕，以淚珠洗面」。趙光義多次逼迫侍寢是為宋人杜撰。李煜在痛苦鬱悶中，寫下《望江南》、《子夜歌》、《虞美人》等名曲。
978年，徐铉奉宋太宗之命探视李煜，李煜對徐鉉叹息：“当初我错杀潘佑、李平，悔之不已！”徐铉退而告之，宋太宗闻之大怒。史載三年七月初七（978年8月13日），农历七夕，当李煜在其42岁生日那天与后妃们聚会，两天后李煜卒，年四十二（但《宋史·太祖本纪》曾记载“（建隆三年三月）乙亥，遣使赐南唐主生辰礼物”，李煜似当生于三月乙亥日前后）。一說李煜因寫“故国不堪回首月明中”、“恰似一江春水向東流”之词，宋太宗再也不能容忍，用牵机毒杀之。牽機藥或說是中藥馬錢子，其主要成分番木鳖碱有劇毒，服後會破壞中樞神經系統，全身抽搐，腳往腹部縮，頭亦彎至腹部，狀極痛苦。李煜死后被追赠为太师，追封吴王，葬洛陽北邙山，小周后悲痛欲絕，不久也隨之死去。
李煜“生于深宫之中，长于妇人之手”，雖無力治國，然“性宽恕，威令不素著”，好生戒杀，性格出了名的善良，故在他死后，江南人民闻之，“皆巷哭、为斋”。

## 文学、艺术成就
李煜在艺术方面具有很高的成就。劉毓盤说李后主“于富贵时能作富贵语，愁苦时能作愁苦语，无一字不真。” 

### 词
李煜词本有集，已失传。现存词四十四首。其中几首前期作品或为他人所作，可以确定者仅三十八首。李煜的词的风格可以以975年亡國被俘而分为两个时期，前期描寫宮廷生活，詞風綺麗，後期寫亡國的悲痛，拓寬了詞的風格與內容：
前後李煜亡國前的詞，透插富麗奢華的宮廷生活，言詞多溫軟綺麗，卿卿我我，呈現「花間詞」氣息。根据内容可大致分为两类：一类是描写富丽堂皇的宫廷生活，一类是风花雪月的男女情事，如《菩萨蛮》：
|  | 花明月暗籠輕霧，今宵好向郎邊去。剗袜步香階，手提金缕鞋。 画堂南畔见，一晌偎人颤。奴為出来難，教君恣意憐。 |

又如《一斛珠》： 
|  | 曉妝初過，沈檀輕注些兒個，向人微露丁香顆，一曲清歌，暫引櫻桃破。 羅袖裛殘殷色可，杯深旋被香醪涴。繡床斜憑嬌無那，爛嚼紅茸，笑向檀郎唾。 |

李煜亡國後，晚年的詞寫家國之恨，拓展了詞的題材，感慨既深，詞益悲壯。李煜詞最大特色，是自然真率，醇厚率真，情感真摯。喜用白描手法，通俗生動，語言精鍊而明淨洗煉，接近口語，與「花間詞」縷金刻翠，堆砌華麗詞藻的作風迥然不同。李煜后期的词由于生活的巨变，以一首首泣尽以血的绝唱，使亡国之君成为千古词坛的“南面王”（清沈雄《古今词话》语），正是“国家不幸诗家幸，话到沧桑语始工”。这些后期词作，凄凉悲壮，意境深远，为词史上承前启后的大宗师。至于其语句的清丽，音韵的和谐，更是空前绝后。如
《破阵子》： 
|  | 四十年来家国，三千里地山河。凤阁龙楼连霄汉，玉树琼枝作烟萝。几曾识干戈？ 一旦归为臣虏，沈腰潘鬓消磨。最是仓皇辞庙日，教坊犹奏别离歌。揮泪对宫娥。 |

《虞美人》：
|  | 春花秋月何时了，往事知多少。小楼昨夜又东风，故国不堪回首月明中。 雕栏玉砌应犹在，只是朱颜改。问君能有几多愁，恰似一江春水向東流。 |

《浪淘沙令》：
|  | 帘外雨潺潺，春意阑珊。罗衾不耐五更寒，梦里不知身是客，一晌贪欢。 独自莫凭栏，无限江山，别时容易见时难。流水落花春去也，天上人间。 |

《相见欢》：
|  | 无言独上西楼，月如钩。 寂寞梧桐深院锁清秋。 剪不断，理还乱，是离愁。别是一般滋味在心头。 |

《相见欢》：
|  | 林花謝了春紅，太匆匆，無奈朝來寒雨晚來風。 胭脂淚，相留醉，幾時重，自是人生長恨水長東。 |

《烏夜啼》：
|  | 昨夜風兼雨，簾幃颯颯秋聲。燭殘漏斷頻欹枕，起坐不能平。 世事漫隨流水，算來一夢浮生。醉鄉路穩宜頻到，此外不堪行。 |

### 书画

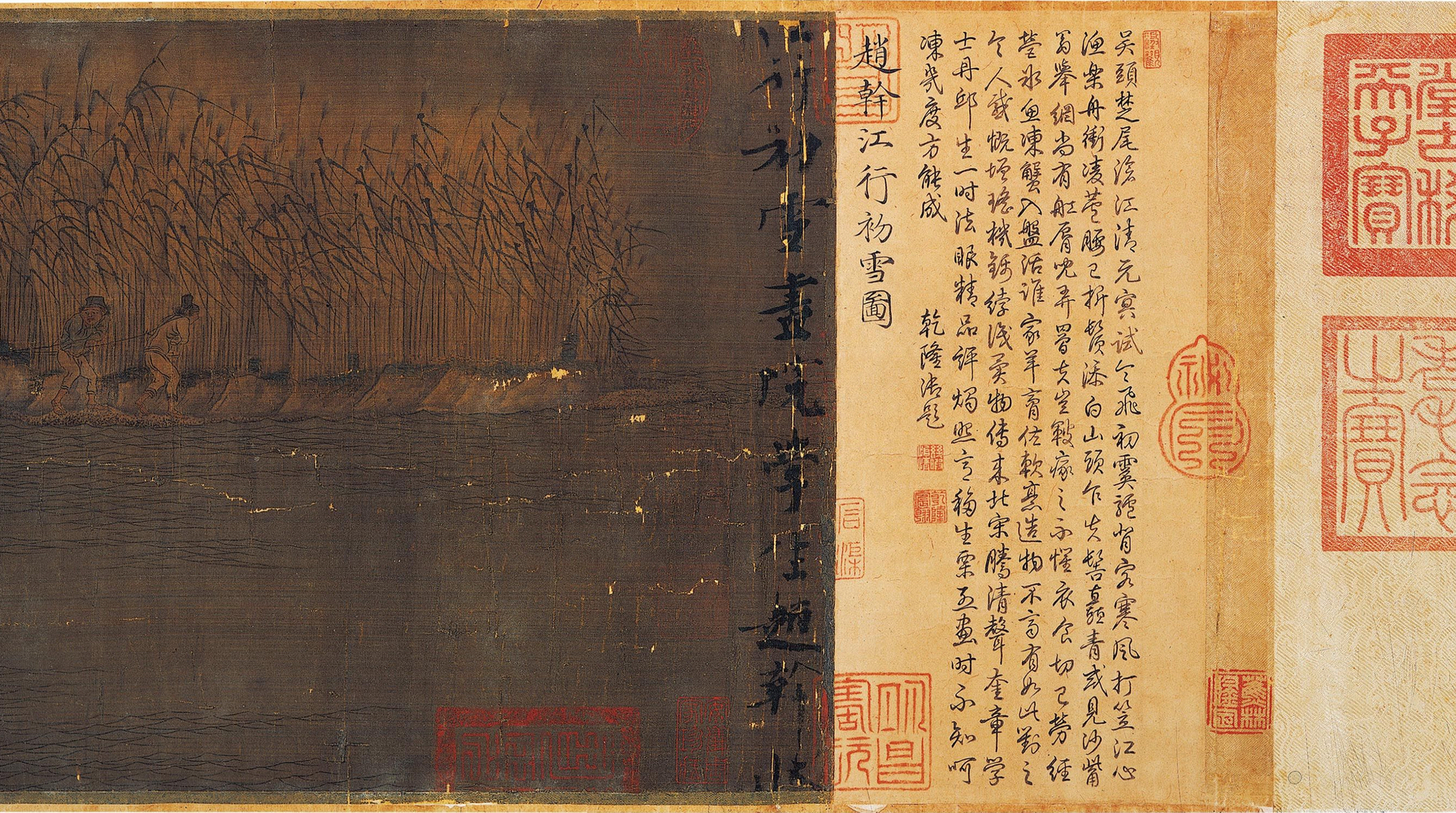
李煜题:江行初雪畫院學生趙幹狀

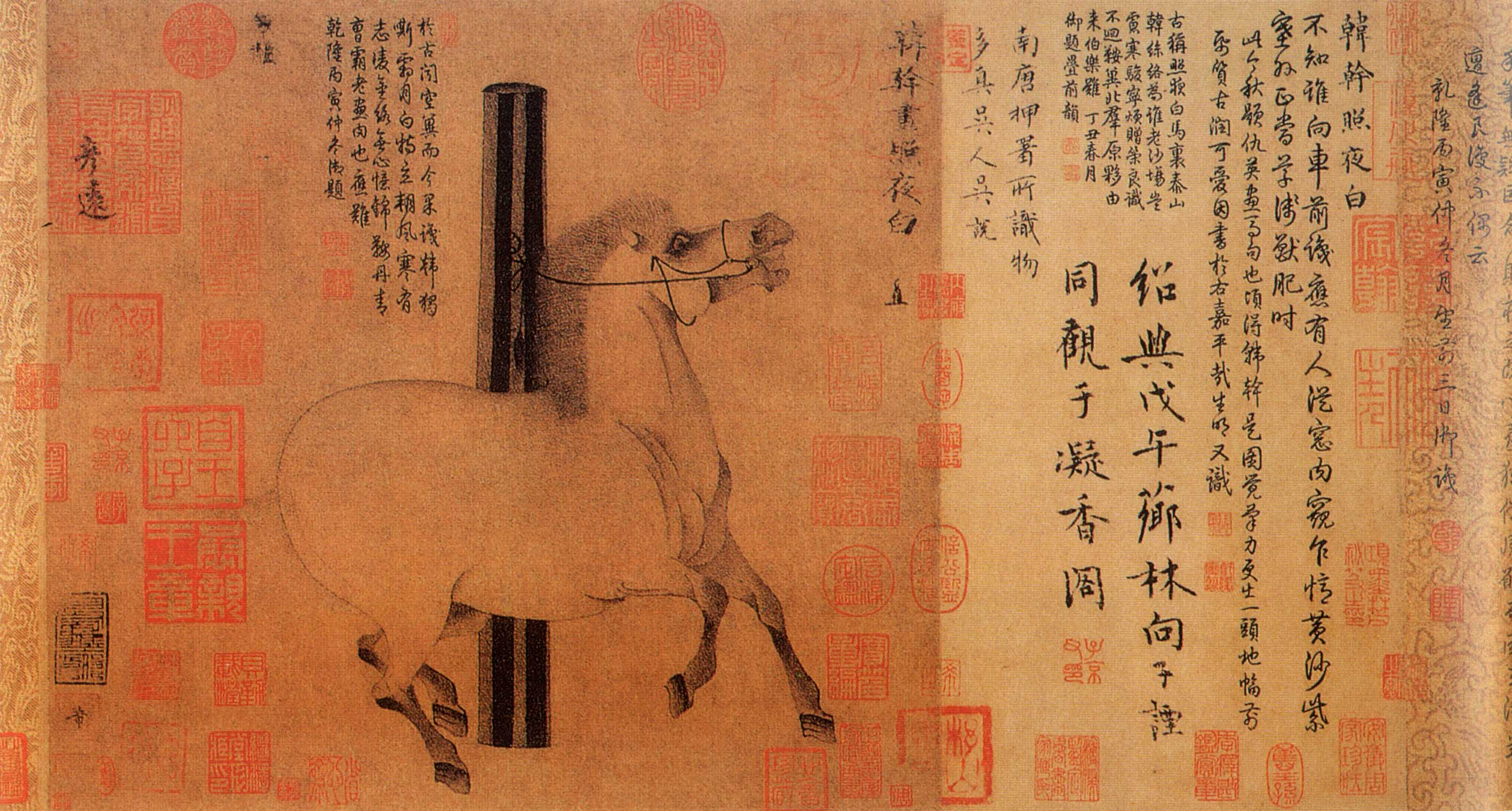
李煜题:韓幹畫照夜白

他能书善画，其书法氣勢不凡，人稱“倔強丈夫”。陶穀《清異錄》曾云：“后主善书，作颤笔樛曲之状，遒劲如寒松霜竹，谓之‘金错刀’。作大字不事笔，卷帛书之，皆能如意，世谓‘撮襟书’。”
其画，宋代郭若虛的《图书见闻志》曰：“江南后主李煜，才识清赡，书画兼精。尝观所画林石、飞鸟，远过常流，高出意外。”

## 评价

### 文學
歐陽脩在《新五代史》中描述李煜：“煜字重光，初名從嘉，景第六子也。煜為人仁孝，善屬文，工書畫，而豐額駢齒，一目重瞳子。”
《漁隱叢話前集·西清詩話》提到宋太祖征服南唐统一中国后感叹：“李煜若以作诗词工夫治国家，岂为吾所俘也！”
近代学者王国维认为：“温飞卿之词，句秀也；韦端己之词，骨秀也；李重光之词，神秀也。”“词至李后主而眼界始大，感慨遂深，遂变伶工之词而为士大夫之词。周介存置诸温、韦之下，可谓颠倒黑白矣。”。此最后一句乃是针对周济在《介存斋论词杂著》中所道：“毛嫱、西施，天下美妇人也，严妆佳，淡妆亦佳，粗服乱头不掩国色。飞卿，严妆也；端己，淡妆也；后主，则粗服乱头矣。”王氏认为此评乃扬温、韦，抑后主。而学术界亦有观点认为，周济的本意是指李煜在词句的工整对仗等修饰方面不如温庭筠、韦庄，然而在词作的生动和流畅度方面，则前者显然更为生机勃发，浑然天成，“粗服乱头不掩国色”。
李煜词摆脱了《花间集》的浮靡，他的词不假雕饰，语言明快，形象生动，性格鲜明，用情真挚，亡国后作更是题材广阔，含意深沉，超过晚唐五代的词，不但成为宋初婉约派词的开山，也为豪放派打下基础，後世尊稱他為「詞聖」。
后代念及李煜的诗词中以清朝袁枚引《南唐雜詠》最有名：“作個才人真絕代，可憐薄命作君王。”

### 為政
《宋史·潘慎修傳》記載：南唐滅亡後，一些南唐舊臣開始批評李煜為人愚昧懦弱，添油加醋地成份越來越多。宋真宗問潘慎修李煜是不是真的如此，潘慎修回答：「如果李煜真的這麼愚昧懦弱的話，他怎麼能治國十餘年？」
另一位南唐舊臣徐鉉在《大宋左千牛衛上將軍追封吴王隴西公墓誌銘》中評價李煜：「以厭兵之俗當用武之世，孔明罕應變之略，不成近功；偃王，躬仁義之行，終于亡國，道有所在，復何媿歟？」

### 其它
- 徐铉：“王以世嫡嗣服，以古道驭民，钦若彝伦，率循先志。奉蒸尝、恭色养，必以孝；事耇老、宾大臣，必以礼。居处服御必以节，言动施舍必以时。至于荷全济之恩，谨藩国之度，勤修九贡，府无虚月，祗奉百役，知无不为。十五年间，天眷弥渥。”“精究六经，旁综百氏。常以周孔之道不可暂离，经国化民，发号施令，造次于是，始终不渝。”“酷好文辞，多所述作。一游一豫，必以颂宣。载笑载言，不忘经义。洞晓音律，精别雅郑；穷先王制作之意，审风俗淳薄之原，为文论之，以续《乐记》。所著文集三十卷，杂说百篇，味其文、知其道矣。至于弧矢之善，笔札之工，天纵多能，必造精绝。”“本以恻隐之性，仍好竺干之教。草木不杀，禽鱼咸遂。赏人之善，常若不及；掩人之过，惟恐其闻。以至法不胜奸，威不克爱。以厌兵之俗当用武之世，孔明罕应变之略，不成近功；偃王躬仁义之行，终于亡国。道有所在，复何愧欤！”
- 郑文宝：“后主奉竺乾之教，多不茹晕，常买禽鱼为放生。”“后主天性纯孝，孜孜儒学，虚怀接下，宾对大臣，倾奉中国，惟恐不及。但以著述勤于政事，至于书画皆尽精妙。然颇耽竺乾之教，果于自信，所以奸邪得计。排斥忠谠，土地曰削，贡举不充。越人肆谋，遂为敌国。又求援于北虏行人设谋，兵遂不解矣。”（《江表志》）
- 陆游：“后主天资纯孝……专以爱民为急，蠲赋息役，以裕民力。尊事中原，不惮卑屈，境内赖以少安者十有五年。”“然酷好浮屠，崇塔庙，度僧尼不可胜算。罢朝辄造佛屋，易服膜拜，以故颇废政事。兵兴之际，降御札移易将帅，大臣无知者。虽仁爱足以感其遗民，而卒不能保社稷。”（《南唐书·卷三·后主本纪第三》）
- 龙衮：“后主自少俊迈，喜肄儒学，工诗，能属文，晓悟音律。姿仪风雅，举止儒措，宛若士人。”（《江南野史·卷三后主、宜春王》）
- 陈彭年：“（后主煜）幼而好古，为文有汉魏风。”（《江南别录》）
- 欧阳修：“煜性骄侈，好声色，又喜浮图，为高谈，不恤政事。”
- 王世贞：“花间犹伤促碎，至南唐李王父子而妙矣。”（《弇州山人词评》）
- 胡应麟：“后主目重瞳子，乐府为宋人一代开山。盖温韦虽藻丽，而气颇伤促，意不胜辞。至此君方为当行作家，清便宛转，词家王、孟。”（《诗薮·杂篇》）
- 纳兰性德：“花间之词，如古玉器，贵重而不适用；宋词适用而少质重，李后主兼有其美，更饶烟水迷离之致。”（《渌水亭杂识·卷四》）
- 王夫之：“（李璟父子）无殃兆民，绝彝伦淫虐之巨惹。”“生聚完，文教兴，犹然彼都人士之余风也。”（《读通鉴论》）
- 余怀：“李重光风流才子，误作人主，至有入宋牵机之恨。其所作之词，一字一珠，非他家所能及也。”（《玉琴斋词·序》）
- 沈谦：“男中李后主，女中李易安，极是当行本色。”（徐釚《词苑丛谈》引语）“后主疏于治国，在词中犹不失南面王。”（沈雄《古今词话·词话》卷上引语）
- 郭麐：“作个才子真绝代，可怜薄命作君王。”（清代袁枚《随园诗话补遗》引郭麐《南唐杂咏》）
- 周济：“李后主词如生马驹，不受控捉。”“毛嫱西施，天下美妇人也。严妆佳，淡妆亦佳，粗服乱头，不掩国色。飞卿，严妆也；端己，淡妆也；后主则粗服乱头矣。”（《介存斋论词杂著》）
- 周之琦：“予谓重光天籁也，恐非人力所及。”
- 陈廷焯：“后主词思路凄惋，词场本色，不及飞卿之厚，自胜牛松卿辈。”“余尝谓后主之视飞卿，合而离者也；端己之视飞卿，离而合者也。”“李后主、晏叔原，皆非词中正声，而其词无人不爱，以其情胜也。”（《白雨斋词话·卷一》）
- 王鹏运：“莲峰居士（李煜）词，超逸绝伦，虚灵在骨。芝兰空谷，未足比其芳华；笙鹤瑶天，讵能方兹清怨？后起之秀，格调气韵之间，或月日至，得十一于千首。若小晏、若徽庙，其殆庶几。断代南流，嗣音阒然，盖间气所钟，以谓词中之大成者，当之无愧色矣。”（《半塘老人遣稿》）
- 冯煦：“词至南唐，二主作于上，正中和于下，诣微造极，得未曾有。宋初诸家，靡不祖述二主。”（《宋六十一家词选·例言》）
- 王国维：“温飞卿之词，句秀也；韦端己之词，骨秀也；李重光之词，神秀也。”“词至李后主而眼界始大，感慨遂深，遂变伶工之词而为士大夫之词。”“词人者，不失其赤子之心者也。故生于深宫之中，长于妇人之手，是后主为人君所短处，亦即为词人所长处。”“主观之诗人，不必多阅世，阅世愈浅，则性情愈真，李后主是也。”“尼采谓一切文字，余爱以血书者，后主之词，真所谓以血书者也。宋道君皇帝《燕山亭》词，亦略似之。然道君不过自道身世之感，后主则俨有释迦、基督担荷人类罪恶之意，其大小固不同矣。”“唐五代之词，有句而无篇；南宋名家之词，有篇而无句。有篇有句，唯李后主之作及永叔、少游、美成、稼轩数人而已。”（《人间词话》）
- 毛泽东：“南唐李后主虽多才多艺，但不抓政治，终于亡国。”（毛泽东评价历史人物）
- 郑超麟：“无言独对如钩月，争解离肠结？泪珠日夕洗年华，应恨托身偏在帝王家。江南忆昔危城坠，故国原无罪。仓皇辞庙最凄然，只为妨他一统碍他眠。”（《虞美人·哀李重光》）
- 柏杨：“南唐皇帝李煜先生词学的造诣，空前绝后，用在填词上的精力，远超过用在治国上。”（《浊世人间》）
- 叶嘉莹：“李后主的词是他对生活的敏锐而真切的体验，无论是享乐的欢愉，还是悲哀的痛苦，他都全身心的投入其间。我们有的人活过一生，既没有好好的体会过快乐，也没有好好的体验过悲哀，因为他从来没有以全部的心灵感情投注入某一件事，这是人生的遗憾。”（《唐宋名家词赏析》）

## 家庭

### 皇后
- 大周（小字娥皇[14]）

### 妃嫔
- 保仪黄氏 （记载于馬令《南唐书》）
- 嫔御流珠
- 宫人乔氏
- 宫人秋水
- 宫人窅娘
- 宫人臧氏

### 子女

#### 子
1. 清源郡公 李仲寓
2. 岐懷獻王 李仲宣

## 相關戲劇

### 電影
| 年份   | 片名   | 演員   |
| 1968年 | 李後主 | 任劍辉 |
| 1983年 | 封神劫 | 陳家奇 |

### 粵劇
| 年份   | 劇名          | 演員   |
| 1982年 | 李後主 (粵劇) | 龙剑笙 |

### 歌仔戲
| 年份   | 劇名                     | 演員 |
| 1992年 | 華視葉青歌仔戲《玉樓春》 | 葉青 |

### 電視劇
| 年份   | 劇名               | 演員   |
| 1978年 | 李后主（麗的電視） | 陳振華 |
| 1986年 | 绝代双雄           | 李文海 |
| 1996年 | 大宋王朝赵匡胤     | 沈保平 |
| 1996年 | 情剑山河           | 秦风   |
| 2005年 | 问君能有几多愁     | 吳奇隆 |
| 2015年 | 大宋传奇之赵匡胤   | 张亚希 |

## 研究書目
- 陳葆真：《李後主和他的時代：南唐藝術與歷史》（台北：石頭出版股份有限公司，2007）。

| 前任： 父南唐元宗李璟 | 唐國主 961年－971年   | 繼任： 无 （改称江南国主） |
| 前任： 父南唐元宗李璟 | 江南國主 971年－975年 | 无 （政权灭亡）            |